# كأس ويلز 1931–32
كأس ويلز 1931–32 (بالإنجليزية: 1931–32 Welsh Cup)‏ هو موسم من كأس ويلز. كان عدد الأندية المشاركة فيه 52، وفاز فيه سوانزي سيتي.